# Vastitas Borealis

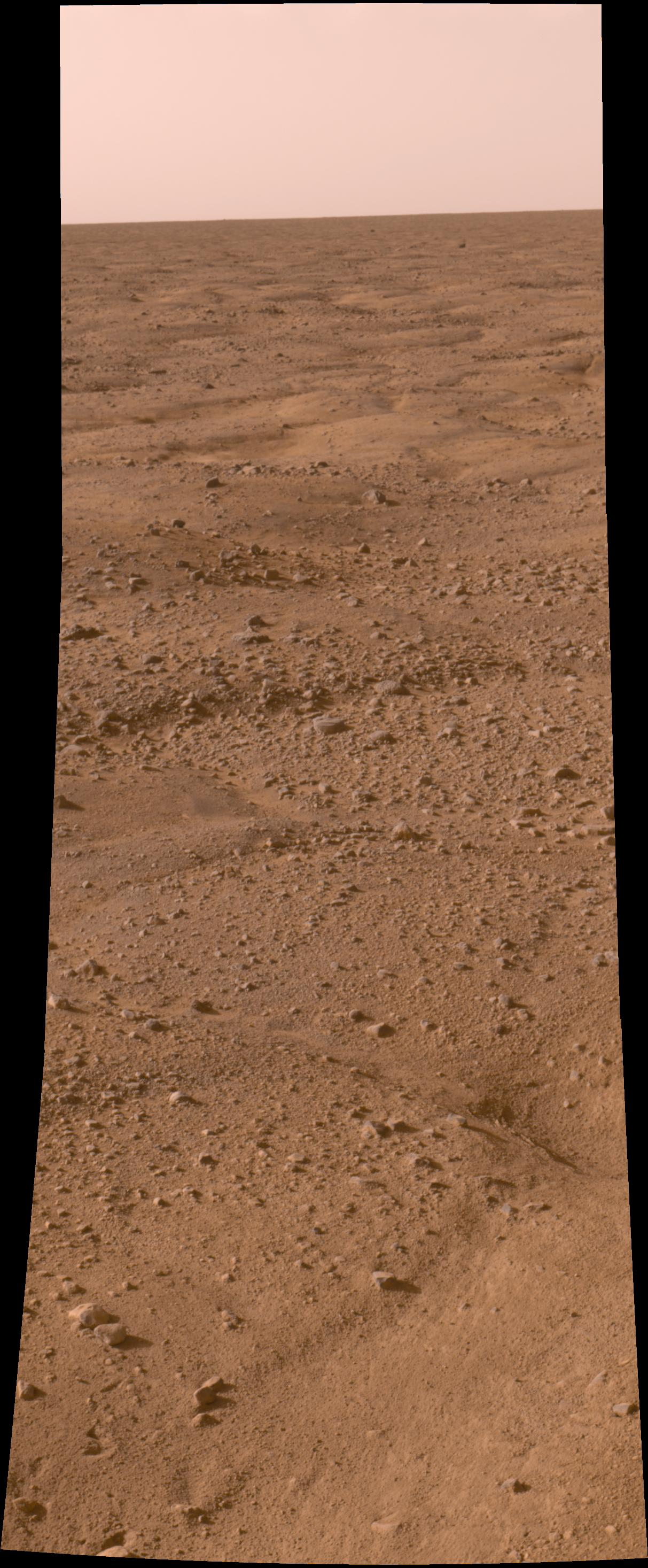
Krajobraz Vastitas Borealis zarejestrowany przez lądownik Phoenix; widoczne są wielokątne spękania, wskazujące na obecność lodu w warstwie przygruntowej

Vastitas Borealis (łac. Pustkowie Północne) – rozległy obszar nizinny na północnej półkuli Marsa, otaczający płaskowyż Planum Boreum, na którym znajduje się północny biegun planety. Jest on położony 4-5 km poniżej średniego promienia planety, od położonych w kierunku południowym wyżyn oddziela go w wielu miejscach wyraźna skarpa. Znajduje się na nim znacznie mniej kraterów, niż na wyżynach półkuli południowej, co wskazuje, że obszar ten jest młodszy. W obszar Vastitas Borealis wcinają się wulkaniczne wyżyny Tharsis i Elysium. W pobliżu Planum Boreum znajduje się największe pole wydm na Marsie, nazwane Olympia Undae.
Przypuszcza się, że w odległej przeszłości planety (w okresie noachijskim i hesperyjskim) obszary Vastitas Borealis pokrywał ocean, nazywany Oceanus Borealis. Woda również obecnie występuje na Vastitas Borealis, ale w postaci wiecznej zmarzliny pod powierzchnią gruntu, co potwierdził lądownik Phoenix prowadzący badania w tym obszarze w 2008 roku. Na Vastitas Borealis, na równinie Utopia Planitia, wylądowała również sonda Viking 2.

## Geneza

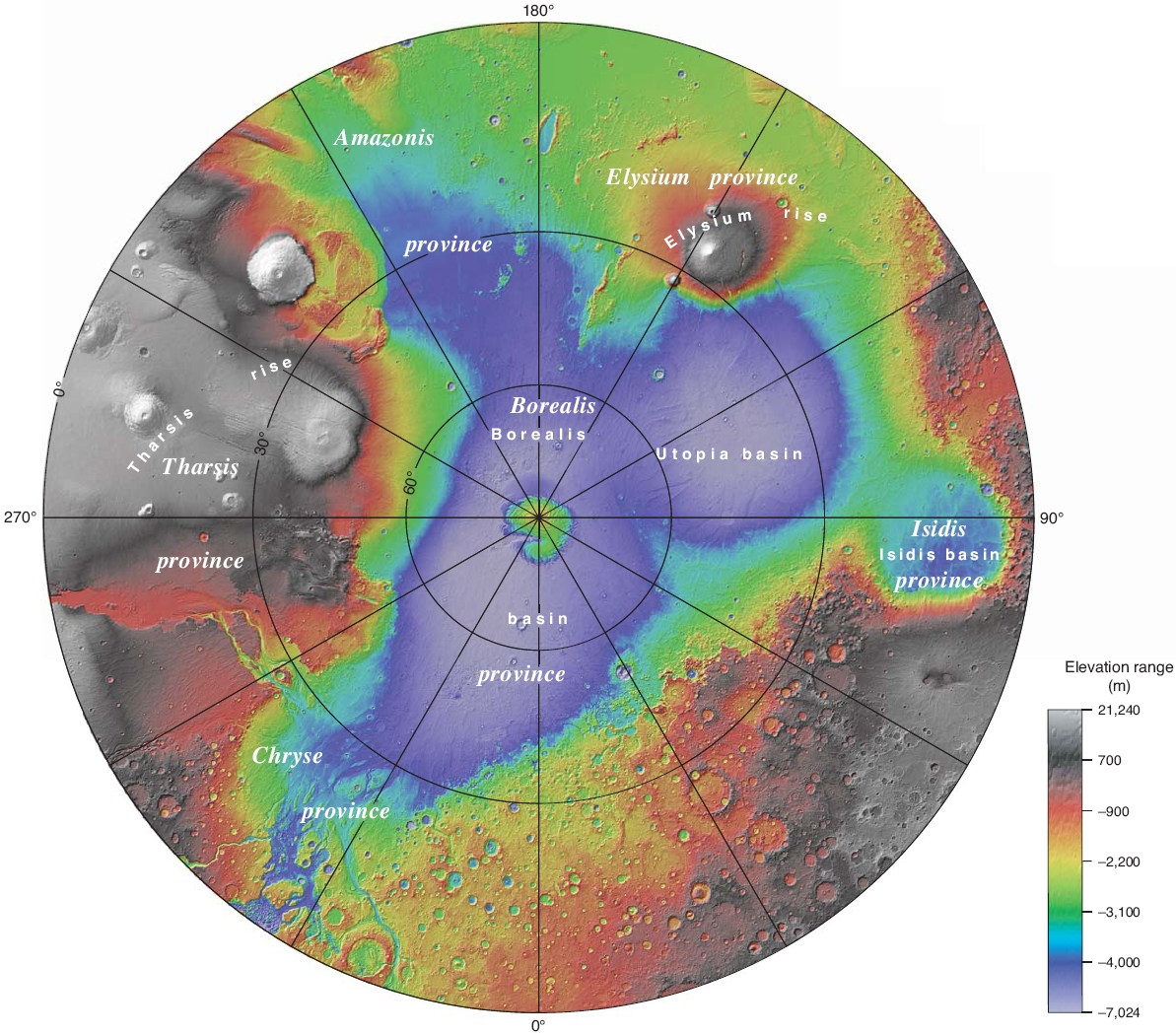
Topografia północnych nizin Marsa; nazwy jednostek na mapie są nieformalne

Jedna z hipotez, która może wyjaśniać dychotomię półkul Marsa, zakłada że północne niziny zostały utworzone przez potężne uderzenia ciał niebieskich w Marsa. Większa część równin miałaby być w rzeczywistości dnem największego basenu uderzeniowego w Układzie Słonecznym, nazwanego Borealis Basin. Uczeni z California Institute of Technology twierdzą, że powstał on ok. 3,9 mld lat temu na skutek zderzenia z planetoidą o rozmiarach 1600-2700 km (rzędu średnicy Plutona), która pozostawiła eliptyczny krater o rozmiarach 8500 na 10 600 km. Dodatkowo fala uderzeniowa, która okrążyła planetę spowodowała zniszczenia skorupy na antypodach basenu i doprowadziła do powstania obserwowanych anomalii magnetycznych.
Mapa topograficzna północnych nizin Marsa opublikowana w 2005 wyraźnie pokazuje obniżenia terenu, sięgające ponad 7 km poniżej marsjańskiego poziomu odniesienia. Wyróżniają się na niej kolistym konturem równiny Utopia Planitia, jako całość mająca kształt misy o średnicy 3300 km i Isidis Planitia, rozpoznana jako basen uderzeniowy o średnicy 1500 km. Kształt basenu Borealis nie jest tak ewidentny, przyczyną tego jest zapewne późniejsze powstanie wulkanicznej wyżyny Tharsis i wylewy lawy na ogromną skalę. Jeżeli baseny Borealis i Utopia faktycznie są pochodzenia impaktowego (w drugim przypadku dodatkowo wskazuje na to m.in. obecność maskonu), to są nie tylko największymi basenami uderzeniowymi na Marsie, większymi niż Hellas Planitia, ale też w całym Układzie Słonecznym.